# Q-ic

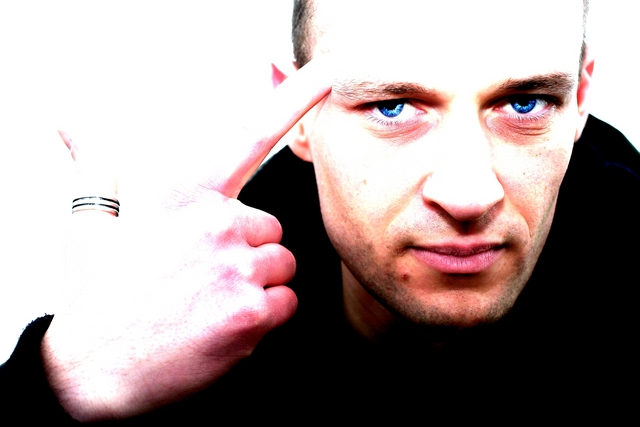
Q-ic

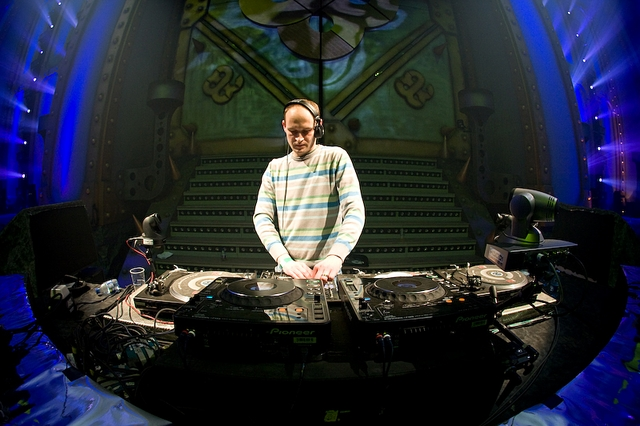
Q-ic

Q-ic, geboren als Luc Byltiauw, (Antwerpen, 31 januari 1977) is een Belgische dj en muziekproducent.

## Biografie
Q-ic is op 15-jarige leeftijd klanktechnicus bij verscheidene Belgische kleinkunstgroepen. Hij studeerde Audiovisuele Kunst en Cinematografie en was de drijvende kracht achter Creation Tecnologiq, een organisatie gekend als de grondleggers van een nieuwe techno-stroming in Antwerpen. Zijn eerste album, "Q-ic & Friends" genaamd, wordt in 2007 uitgebracht. Dit album bevat coproducties met andere artiesten uit de techno en harddance scene zoals Marco Remus, DJ Ghost, DJ Coone, Ronald-V, CJ Bolland, Axel Stephenson, DJ Bam Bam en Lethal MG.

## Discografie

### Uitgaven
| Jaar | Label                     | Titel                           | Artiest                 |
| ---- | ------------------------- | ------------------------------- | ----------------------- |
| 2000 | Drought 10                | In stereo EP                    | Q-ic & Stephenson       |
| 2001 | X-istenz 03               | Acidelic problems EP            | Q-ic & Stephenson       |
| 2003 | Pocket 08                 | I Found you EP                  | Q-ic & Stephenson       |
| 2003 | Currently processing 07   | Cosmic evolution EP             | Q-ic & Stephenson       |
| 2003 | Semi-Automatic 05         | When we were things pt3         | Q-ic & Stephenson       |
| 2004 | Reaktion 05               | African Chant EP                | Q-ic                    |
| 2004 | GS2 01                    | Desire, Go higher               | Q-ic & Ghost            |
| 2004 | GS2 03                    | Fuck you                        | Q-ic & Ghost            |
| 2004 | B Rave 11                 | Fear and Loathing               | Junior Crack            |
| 2004 | HorSpielMusik 41          | Final destination EP            | Q-ic & Stephenson       |
| 2004 | HorSpielMusik 45          | Hot Summerz EP                  | Q-ic & Stephenson       |
| 2005 | Reaktion 06               | All night EP                    | Q-ic                    |
| 2005 | Pitch 11                  | Sound of the beat EP            | Q-ic                    |
| 2005 | Records Mania 56          | Pressure                        | Q-ic                    |
| 2005 | Unik Sound Records 12     | You can dance                   | Junior Crack vs DJ Deko |
| 2005 | HorSpielMusik 051 + CD 07 | Hotze – A night at pussy galore | Q-ic & Bosz             |
| 2005 | GS2 08                    | Q-ic is a machine               | Q-ic & Ghost            |
| 2005 | Aqua records 01           | H2O – Techno Feelings sampler   | Q-ic                    |
| 2006 | Reaktion 09               | Funky 2nite                     | SL Technicians          |
| 2006 | Jumpforce Traxx 10        | Devotion                        | Q&G                     |
| 2006 | Reaktion 10               | Be free                         | Q-ic                    |
| 2006 | GS2 11                    | Complex                         | Q-ic & Ghost            |
| 2006 | Red Milk 03               | Flowy joey                      | LD Project feat. Q-ic   |
| 2006 | Zoo Records 19            | Underground                     | SL Technicians          |
| 2007 | GS2 / 514                 | Q-ic & Friends Album            | Q-ic                    |
| 2007 | GS2 15                    | Desire Go Higher 2007 mixes     | Q-ic & Ghost            |
| 2007 | GS2 16                    | My House                        | Q-ic & Friends          |
| 2007 | GS2 17                    | S.O.S.                          | Q-ic & Friends          |
| 2007 | Hardvibes 01              | Musique                         | Q-ic & Ronald-V         |
| 2007 | Zoo Records 23            | Punk shock                      | Q-ic & Lethal MG        |
| 2007 | Records Mania 71          | Q-ic remix + repress            | Q-ic                    |
| 2007 | Zoo Records 30            | You’re ready                    | SL Technicians          |
| 2007 | Ghoststyle 02             | Ghoststyle allstars             | Q-ic & Lethal MG        |
| 2008 | Zoo Records 31            | Coitus interruptus              | Q-ic & Lethal MG        |
| 2008 | Zoo Records 34            | Sirocco Rock                    | Q-ic & Lethal MG        |

### Remixes
| Jaar | Label            | Titel                              | Artiest                  |
| ---- | ---------------- | ---------------------------------- | ------------------------ |
| 2002 | Polydor          | High Noon (Q-ic & Stephenson rmx)  | Rochus                   |
| 2005 | Records Mania    | X-rated love (Q-ic rmx)            | Raoul Zerna              |
| 2006 | Front da bass    | Mick trouble (Junior Crack rmx)    | TBoys                    |
| 2006 | Reverze          | Bassleader – The Anthem (Q-ic rmx) | DJ Coone                 |
| 2007 | 541              | Sensation Black Anthem (Q-ic rmx)  | DJ Ghost                 |
| 2007 | Jumper Records   | Rock this place (Q-ic rmx)         | Massiv vs The Rebel      |
| 2007 | Jumpforce traxx  | At work (Q-ic rmx)                 | DJ Marcky                |
| 2007 | Jumper Records   | Fuck you (Q-ic rmx)                | Polycarpus               |
| 2007 | Zoo Records      | Shake that ass (Q-ic & Ghost rmx)  | Mark with a K            |
| 2007 | Babaorum         | Voice of E (Q-ic rmx)              | Lethal MG                |
| 2007 | Bass Heavy Music | Bam’s workout (Q-ic rmx)           | DJ Bam Bam               |
| 2007 | Tremble Tracks   | The punk soul brother (Q-ic rmx)   | Digital Punk             |
| 2007 | Zoo Records      | Extra E (Q-ic rmx)                 | Dr. Rude                 |
| 2008 | Rotor            | Save the analog (Q-ic rmx)         | Conservator              |
| 2008 | Babaorum         | Chop me up (Q-ic rmx)              | Manu Kenton & Max Walder |

### Mix-cd
| Jaar | Label              | Titel              | Gemixt door        |
| ---- | ------------------ | ------------------ | ------------------ |
| 2005 | Records Mania      | Technomania tracks | Q-ic               |
| 2006 | Start Stop Records | Hardtek 01         | Q-ic               |
| 2007 | News               | Bassleader 2007    | Q-ic & Lethal MG   |
| 2007 | Universal Music    | Defqon1 2007       | Q-ic & Manu Kenton |
| 2008 | News               | Complex File 4     | Q-ic               |